# 데라마에촌
데라마에촌(寺前村)은 효고현 간자키군에 있던 촌이다. 현재의 가미카와정 남서부에 해당한다.